# Dorfkirche Woltersdorf (Nuthe-Urstromtal)

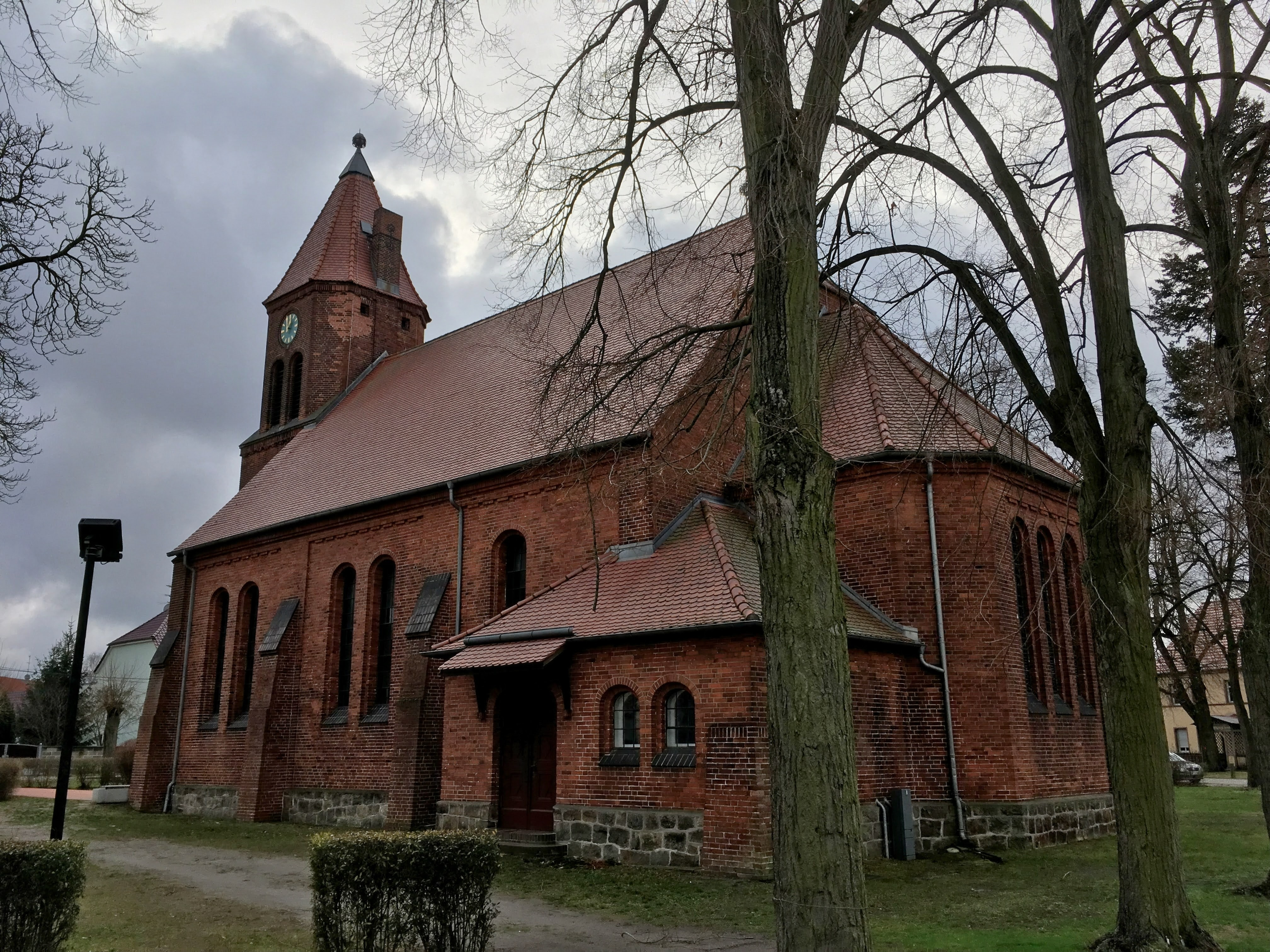
Dorfkirche Woltersdorf

Die evangelische Dorfkirche Woltersdorf ist eine neugotische Saalkirche in Woltersdorf, einem Ortsteil der Gemeinde Nuthe-Urstromtal im Landkreis Teltow-Fläming im Land Brandenburg. Die Kirchengemeinde gehört zum Kirchenkreis Zossen-Fläming der Evangelischen Kirche Berlin-Brandenburg-schlesische Oberlausitz.

## Lage
Die Kreisstraße 7216 führt als Berliner Chaussee von Nordosten kommend in südwestlicher Richtung durch den Ort. Sie spannt dort in Höhe des nördlich zuführenden Hugwegs eine Fläche um den historischen Dorfanger auf. Dort steht die Kirche auf einem Grundstück, das nicht eingefriedet ist.

## Geschichte
Der Ort war über viele Jahrhunderte im Besitz des Klosters Zinna. Es ist daher wahrscheinlich, dass die Zisterzienser auch in diesem Ort einen Sakralbau errichteten, über dessen Existenz jedoch bislang nichts überliefert ist. Im 20. Jahrhundert war Woltersdorf nach Luckenwalde eingepfarrt. Die Gläubigen besuchten den Gottesdienst in der dortigen Kirche St. Johannis.
Die Errichtung einer eigenen Kirche scheiterte über eine lange Zeit an den erforderlichen finanziellen Mitteln. 1909 stiftete jedoch der Berliner Zigarrenfabrikant Otto Boenicke die Mittel für einen Neubau. Er war in Woltersdorf aufgewachsen; seine Eltern besaßen dort für einen gewissen Zeitraum eine Papiermühle. Er beauftragte den Berliner Baumeister Friedrich Metzing mit der Planung. Metzing orientierte sich bei seiner Planung an der Andreaskirche in Berlin-Wannsee und kalkulierte mit Baukosten von rund 70.000 Reichsmark. Die Grundsteinlegung erfolgte am 22. März 1911, das Richtfest feierte die Kirchengemeinde am 16. Juni 1911. Die Kirchweihe fand am 16. November 1911 statt. Dabei brachten Handwerker an der Ostwand des Kirchenschiffs eine Tafel an, die auf den Stifter hinwies. Diese wurde in den 1960er Jahren von Unbekannten gestohlen und erst am 15. Juni 2003 ersetzt. 2006 sanierte die Kirchengemeinde das Dach des Schiffs sowie die Turmspitze.

## Baubeschreibung

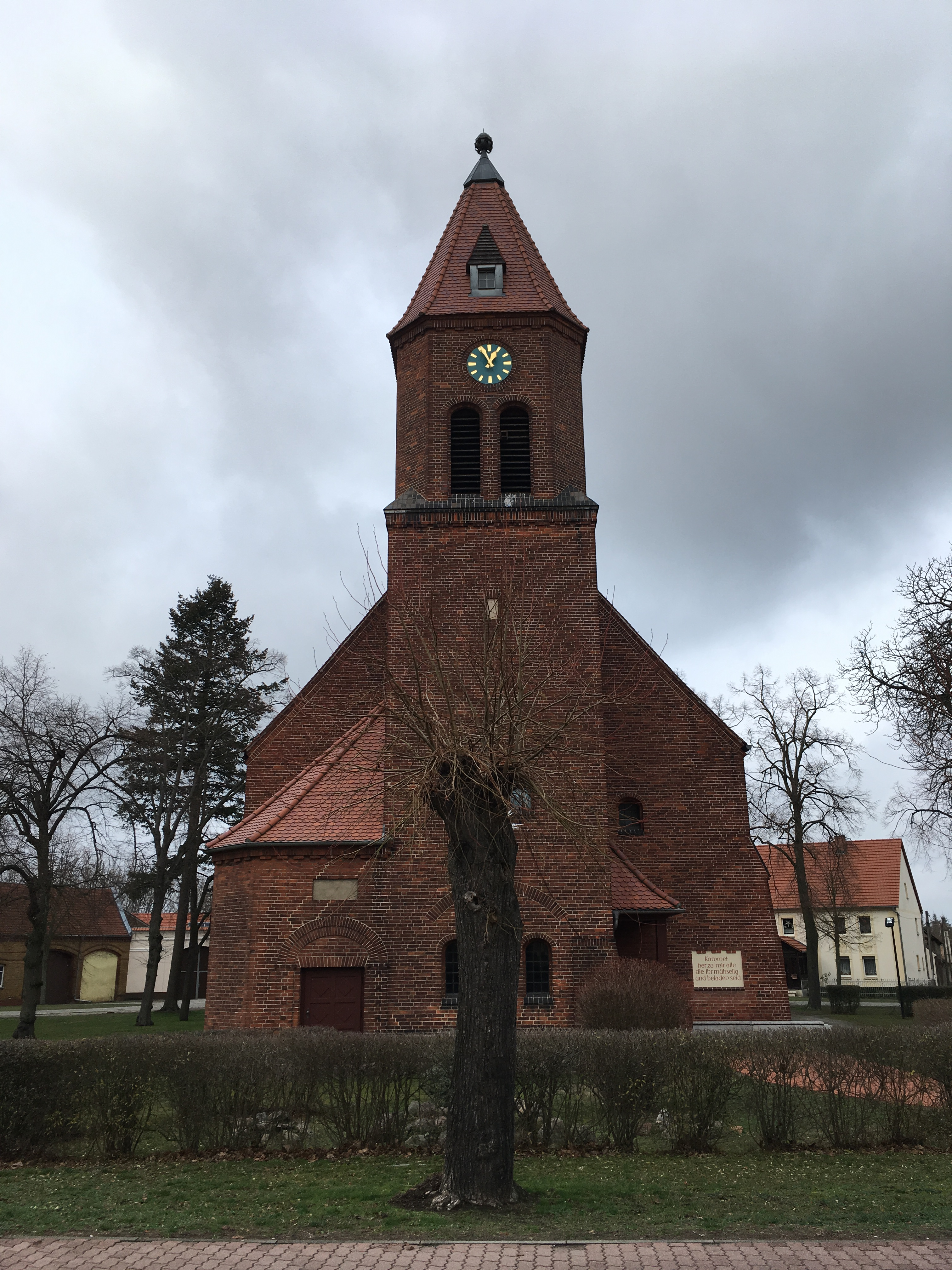
Ansicht von Westen

Das Bauwerk wurde im Wesentlichen aus rötlichem Mauerstein auf einem Sockel aus Feldsteinen errichtet. Diese wurden vergleichsweise sorgfältig behauen und in drei Lagen zu einem umlaufenden Sockel verarbeitet. Der Chor ist stark eingezogen und hat einen Fünfachtelschluss. Der Ostschluss ist allerdings deutlich breiter als die beiden nach Nordosten bzw. Südosten zeigenden Seiten. Metzig ließ nach Osten hin drei große Rundbogenfenster errichten, die in ein tiefes gelegtes Feld eingelassen wurden. Sie erstrecken sich annähernd über die gesamte Höhe des Chors. Am oberen Abschluss des Feldes ist ein nach unten geöffneter Fries. An der Nordseite des Chors ist eine Sakristei angefügt. Sie kann durch eine Tür von Norden her betreten werden. Daneben sind nach Osten zwei kleine Rundbogenfenster. An der Nordostecke sorgt ein breiter Strebepfeiler für zusätzliche Stabilität. An der Südseite des Chors sind keine Fenster. Am Übergang zum nach Osten hin abgewalmten Satteldach ist ein weiterer Fries.
Daran schließt sich nach Westen hin das Kirchenschiff an. Es ist 19 Meter lang und 12 Meter breit. An der südlichen Seite der Ostwand ist eine querrechteckige Metalltafel, die auf den Stifter verweist: „Gott dem Herrn zur Ehre / Diese Kirche ist gestiftet worden / zum Andenken an seine Vorfahren, / verstorbenen Eltern, Geschwister / und Kinder / durch Otto Boenicke geb. 14. August 1848 / in der Papiermühle“. Die Nordwand des Langhauses zeichnet sich durch drei große Felder aus, die durch Vertiefungen in der Mauerwerksausführung entstanden. Zwischen jedem Feld ist ein einfach getreppter Strebepfeiler. In den Feldern sind im Westen sowie in der Mitte jeweils zwei große Rundbogenfenster. Im Osten ist lediglich ein Fenster; hier überlappt die Sakristei das Bauwerk. An der Südseite des Langhauses sind drei identisch gestaltete Felder mit je zwei Rundbogenfenstern. Das Schiff trägt ebenfalls ein schlichtes Satteldach, das ebenfalls nach Osten hinabgewalmt ist.
Nach Westen hin schließt sich der querrechteckige Kirchturm an. Er hat im westlichen Bereich an seiner Front kein Portal, sondern drei kleine Rundbogenfenster, die optisch über einen darüber angeordneten Rundbogen miteinander gekuppelt wurden. Der Zugang erfolgt von Norden her. Dort ist eine Pforte, die mit einem kleinen Dach geschützt ist. Daneben, an der nördlichen Seite der Westwand des Langhauses, befindet sich eine Aussparung mit einem Spruch aus dem Evangelium nach Matthäus: „Kommt / her zu mir, alle / dir ihr mühselig / und beladen seid.“ 11,28 . Oberhalb ist ein kleines Rundbogenfenster. Es wird durch zwei weitere Fenster an der Westfassade des Turms ergänzt. An der Südseite ist ein weiterer Anbau, der sowohl die Breite des Schiffs wie auch des Turms aufnimmt. Dort ist an der Westseite eine weitere Pforte. An der Südseite sind zwei Rundbogenfenster. Im rund 24 m hohen Turm ist an der Südseite kurz unterhalb des Dachfirsts des Schiffs ein weiteres Rundbogenfenster. Darüber folgt das Glockengeschoss. Er ist durch ein umlaufendes Gesims vom übrigen Baukörper optisch getrennt und verjüngt sich dort auch leicht. Der achteckige Aufsatz hat an der Nord-, Süd- und Westseite je zwei gekuppelte, gedrückt-segmentbogenförmige Klangarkaden; darüber je eine Turmuhr. An der Ostseite sind je zwei kleine, hochrechteckige Öffnungen. Darüber folgt der Turmhelm, der mit einer Turmkugel abschließt.

## Ausstattung

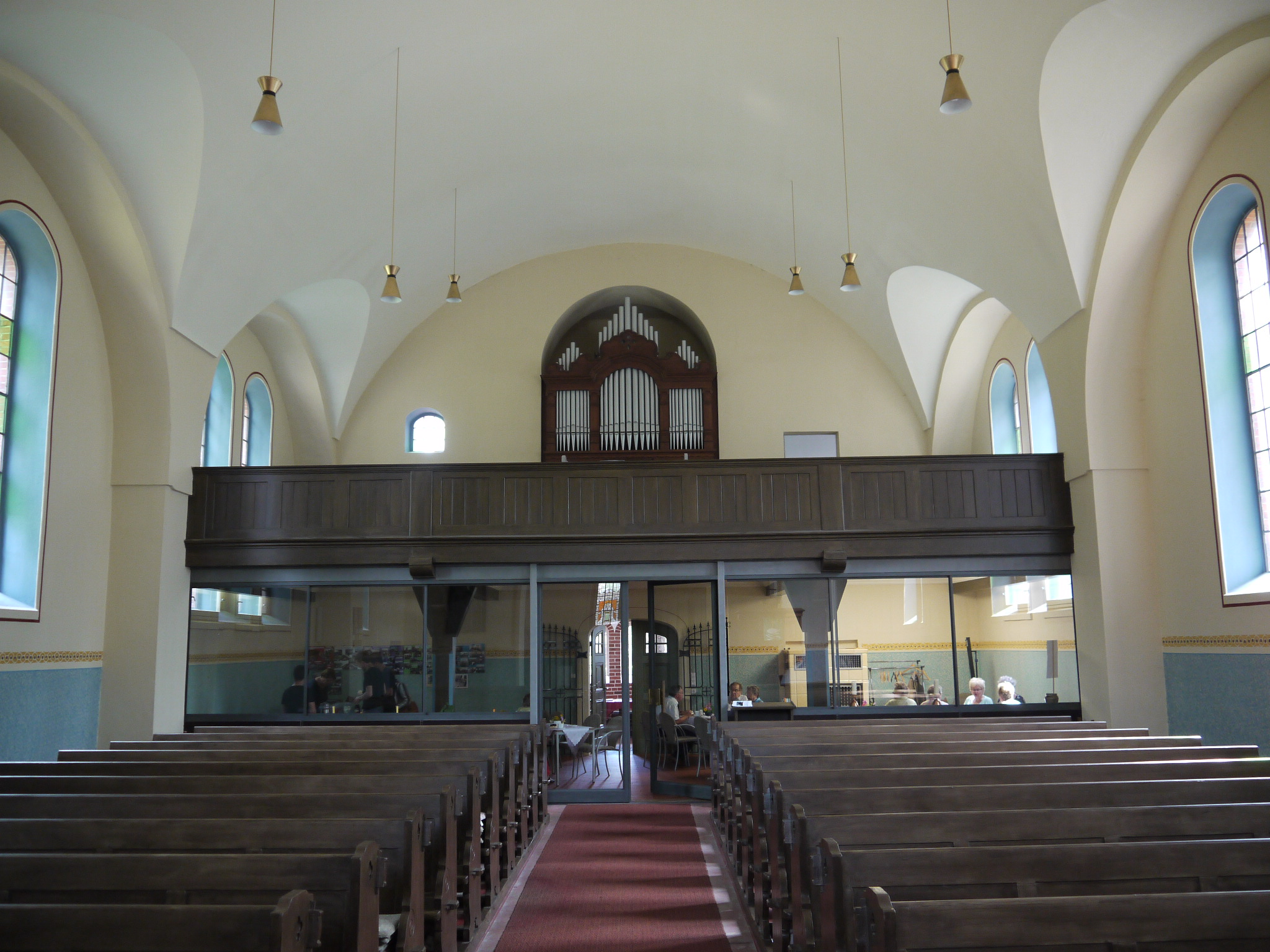
Innenraum mit Dinse-Orgel (2017)

Die Kirchenausstattung stammt einheitlich aus der Bauzeit der Kirche. Die drei Fenster im Altarraum sind ebenfalls Stiftungen von Boenicke, Metzing, der Familie des Papiermühlenbesitzers Schlüter sowie dem Amtsvorsteher und Kötter Ruhland. Sie zeigen im oberen Bereich jeweils Alpha und Omega sowie mittig eine Friedenstaube sowie im unteren Bereich in einer Ädikula nachempfundenen Glasmalerei die Namen der Stifter.
Unterhalb der Westempore hat die Kirchengemeinde eine Winterkirche eingerichtet. Darüber steht eine Orgel, die von den Gebrüdern Dinse im Jahr 1911 errichtet wurde. Im Ersten Weltkrieg musste die Kirchengemeinde die Pfeifen im Zuge einer Metallspende des deutschen Volkes abgeben. Das Instrument konnte erst im Jahr 2015 durch die Firma Alexander Schuke Potsdam Orgelbau wiederhergestellt werden. Die Disposition lautet wie folgt:
| I Hauptwerk C–f3 |         |
| Prinzipal        | 8′      |
| Gedeckt          | 8′      |
| Salicional       | 8′      |
| Octave           | 4′      |
| Mixtur           | 2-3fach |

| Pedal C–d1  |     |
| Subbass     | 16′ |
| Violoncello | 8′  |

Im Turm hängen drei Glocken: Die kleinste stammt aus dem Jahr 1934, die beiden größeren Glocken wurden 1965 gegossen und sind eine Stiftung der Partnergemeinde Düsseldorf-Benrath in Nordrhein-Westfalen.
Nördlich des Bauwerks erinnert ein Denkmal an die Gefallenen aus dem Ersten Weltkrieg.